# Rangga Dewamoela
Rangga Dewamoela Soekarta (6 de enero de 1988 en Voorburg), es un cantante de música pop, r&b, dance, soul y urbano, actor, bailarino de hip hop indonesio. Además es parte integrante de la banda SM*SH, desde 2010.

## Discografía

### Con SM*SH

#### Álbum
- SM*SH (2011)
- Step Forward (2012)

#### Solo álbum
- Rangga, It's Me (2015)

##### Singles
- I Heart You (2010)
- Senyum Semangat (2011)
- Ada Cinta (2011)
- Ahh (2011)
- Pahat Hati (2012)
- Rindu Ini (2013)
- Selalu Tentang Kamu (2013)
- Hello (2013)

##### Solo
- Pergi Untuk Kembali (2015)

## Operas
- Cinta Cenat Cenut 1,2 & 3 as Rangga
- You And Me as Aldo